# Виткув-Камен
Виткув-Камен или Виткув-Градек (чеш. Hrád Vítkův kámen, Vítkův hrádek) — практически разрушенный готический средневековый замок в районе Чески-Крумлов Южночешского края, основанный в середине XIII века. Замок расположен на правом берегу водохранилища Липно на вершине холма Виткув-Камен (1035 м. над у. м.) и является самым высоким по своему местонахождению замком в Чехии.
Считается, что замок был основан около 1250 года Витеком I из Крумлова (ум. 1277) (от имени которого он получил своё название) из крумловской ветви Витковичей и служил в качестве пограничного форта и административного центра его владений. В 1302 году, как и большинство владений крумловских Витковичей, замок унаследовали их родственники паны из Рожмберка. Новым владельцем замка стал Йиндржих I из Рожмберка (ум. 1310).
В конце XIV века замку принадлежало 15 окрестных деревень и стекольное производство. В 1394 году Йиндржих III из Рожмберка некоторое время содержал в замке пленённого знатью короля Чехии Вацлава IV, перевозимого в Австрию. В период владения Рожмберков замок был существенно укреплён. В XVI веке он был обнесён новой стеной с пятью угловыми орудийными бастионами и глубоким рвом с подъёмным мостом. Была устроена эффективная система водоснабжения и канализации, основанная на сборе дождевой воды.

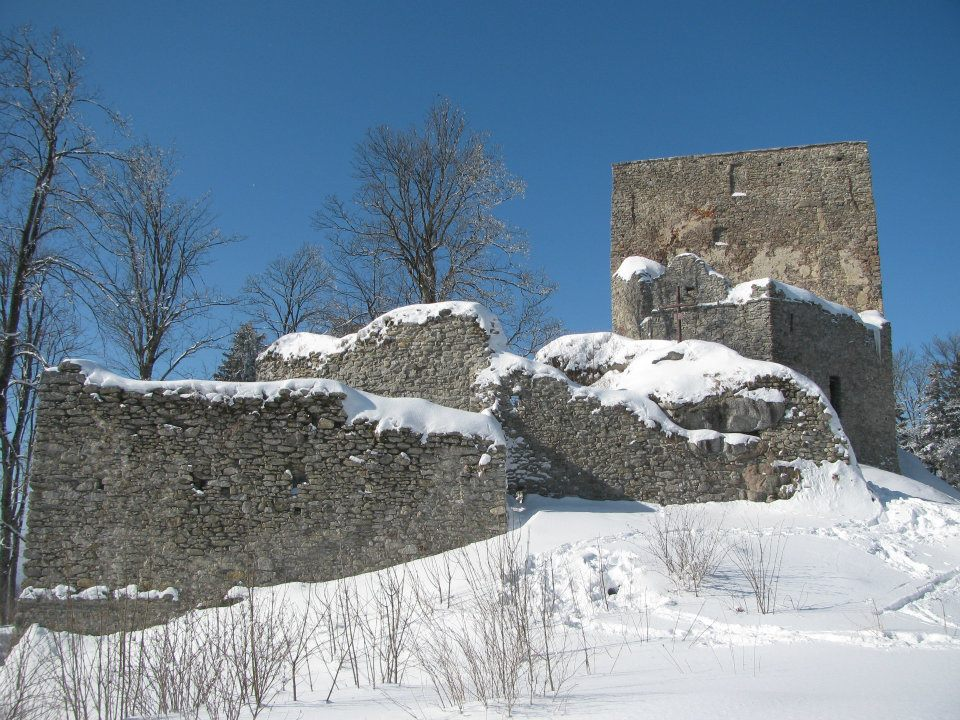
Руины замка зимой.

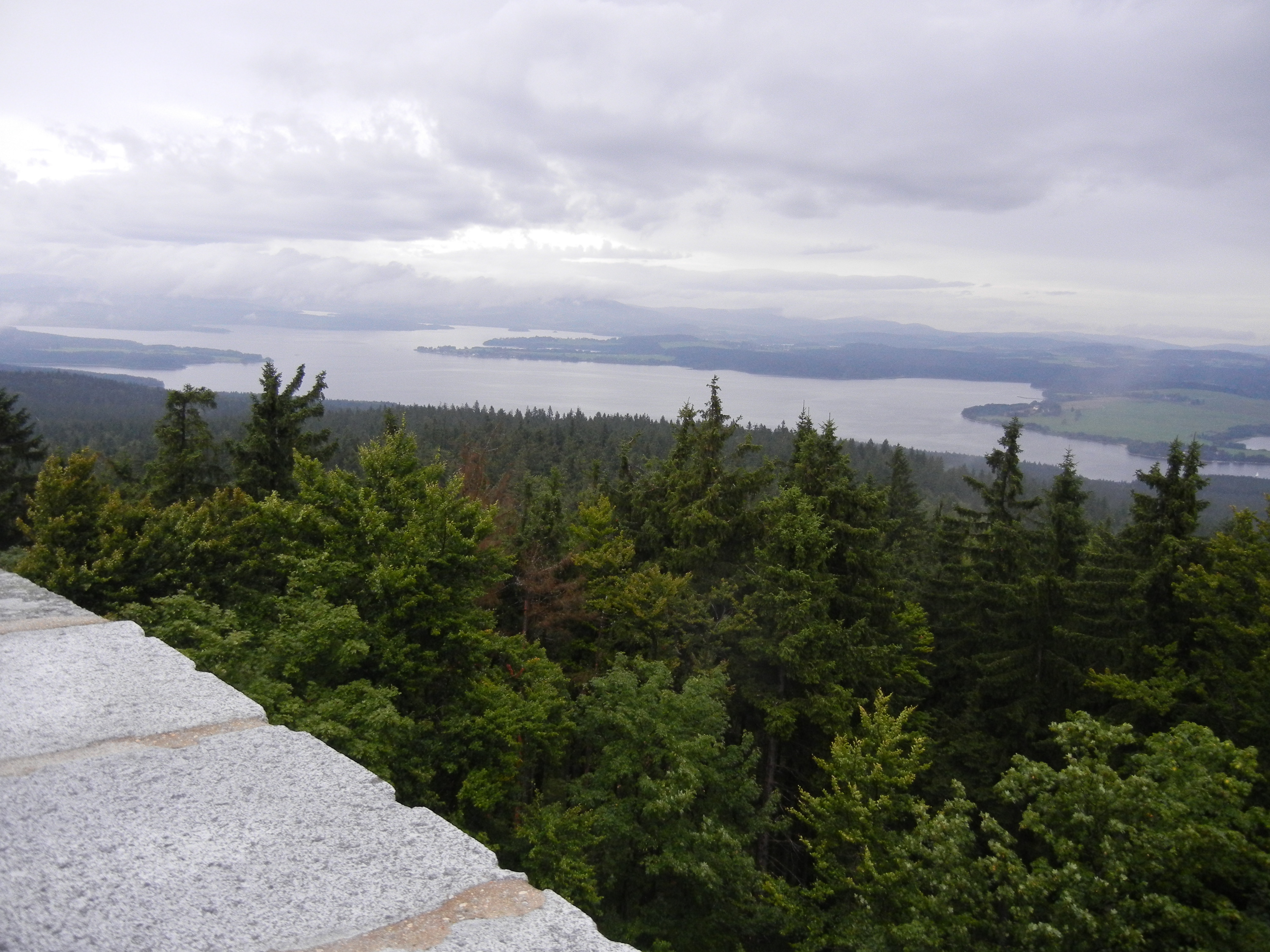
Вид из замка.

Во время гуситских войн в 1427 году Ольдржих II из Рожмберка продал замок мужу своей сестры Рейнпрехту фон Вальзее (ум. 1450). Его сын Иоанн в 1464 году на определённых условиях уступил Виткув-Камен Яну II из Рожмберка. Его сын Петр IV из Рожмберка (ум. 1523) завещал замок вместе с виткувским панством Яну Голицкому из Штернберка. Однако после смерти Петра IV против исполнения его завещания возмутились сыновья его брата Вока II. Затянувшийся конфликт разрешился только благодаря вмешательству короля Фердинанда I. Ян III из Рожмберка вынужден был выплатить Голицкому из Штернберка значительные отступные за отказ от претензий на Виткув-Камен. Вскоре после этого отдельное виткувское панство было административно включено в состав крумловского панства Рожмберков.
В 1602 году обременённый долгами Петр Вок из Рожмберка вынужден был продать замок королю Рудольфу II Габсбургскому. Во время восстания чешских сословий в декабре 1618 года замок подвергся нападению повстанцев, в связи с чем гарнизон был увеличен до 200 человек.
В 1622 году крумловское панство, а с ним и Виткув-Камен, перешло в собственность рода Эггенбергов. В 1648 году к замку подступила шведская армия, однако штурмовать его не стала. В последующий мирный период замок потерял значение военной крепости и стал постепенно приходить в запустение. Дошло до того, что замок стал резиденцией местного лесника.
К середине XVIII века замок пришёл в полное запустение, постепенно превращаясь в руины. Первые работы по восстановлению замка начались в 1869 году и постепенно продолжались до начала II Мировой войны. Фактически, от замка до нас дошли только разрушенная башня, остатки некоторых стен и руины замковых зданий. Во 2-й половине XX века замок некоторое время принадлежал Клубу чешских туристов, когда же район замка стал частью пограничной зоны, доступ в замок был закрыт. Пограничные войска приспособили башню замка для наблюдения сил противовоздушной обороны.
В 1990 году руины замка были переданы в управление близлежащему поселению Пршедни-Витонь, но по причине аварийного состояния замка доступ к нему был по прежнему закрыт. В 1998 году было учреждено Муниципальное товарищество «Виткув-Градек» (Občanské sdružení Vítkův hrádek), которому администрация Пршедни-Витони передала руины замка в аренду. На территории замка был произведён ремонт, а на замковой башне была устроена смотровая площадка. В 2005 году замок вновь был открыт для посещения публики. В настоящее время замок активно посещается туристами и используется для проведения различных культурных мероприятий.